# 布澤烏河畔錫塔鄉
45°39′N 26°4′E / 45.650°N 26.067°E
布澤烏河畔錫塔鄉（羅馬尼亞語：Comuna Sita Buzăului, Covasna），是羅馬尼亞的鄉份，位於該國中部，由科瓦斯納縣負責管轄，面積148平方公里，海拔高度996米，2007年人口4,827，人口密度每平方公里33人。